# Dukou (socken i Kina, Hunan)
Dukou (kinesiska: 渡口, 渡口乡) är en socken i Kina. Den ligger i provinsen Hunan, i den södra delen av landet, omkring 160 kilometer söder om provinshuvudstaden Changsha. Antalet invånare är 22719. Befolkningen består av 10 985 kvinnor och 11 734 män. Barn under 15 år utgör 23,0 %, vuxna 15-64 år 70 %, och äldre över 65 år 6,0 %.
Genomsnittlig årsnederbörd är 1 778 millimeter. Den regnigaste månaden är maj, med i genomsnitt 282 mm nederbörd, och den torraste är oktober, med 22 mm nederbörd.